# فرانکو فورینی
فرانکو فورینی (فرانسوی: Franco Forini‎؛ زادهٔ ۲۲ سپتامبر ۱۹۵۸ در مورالتو، تیچینو) رانندهٔ سابق مسابقات اتومبیل‌رانی فرمول یک اهل سوئیس است که در فصل ۱۹۸۷ در مجموع در سه گراند پری شرکت کرد، اما موفق به کسب هیچ امتیازی نشد.